# Église Sainte-Walburge de Preston
L'église Sainte-Walburge (anglais : St Walburge's Church) est un édifice religieux catholique situé dans la ville de Preston, dans le centre-ouest du Royaume-Uni (Lancashire). Sa flèche est la cinquième plus haute des édifices religieux du Royaume-Uni et la plus haute en dehors des cathédrales. Elle est classée dans le National Heritage List for England.

## Historique
La construction dans un style Néogothique a commencé en 1850 et s'est terminée en 1873 selon les plans de Joseph Hansom

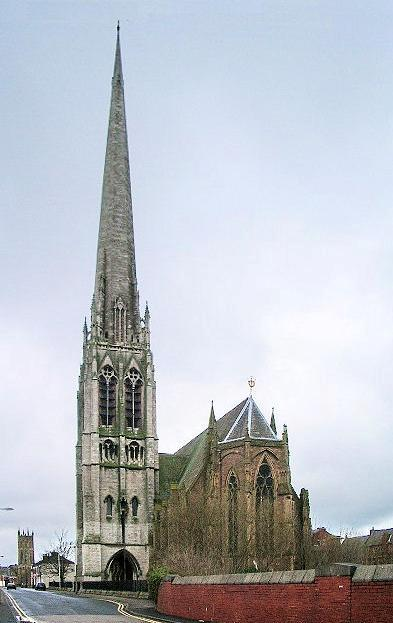
Vue de la flèche

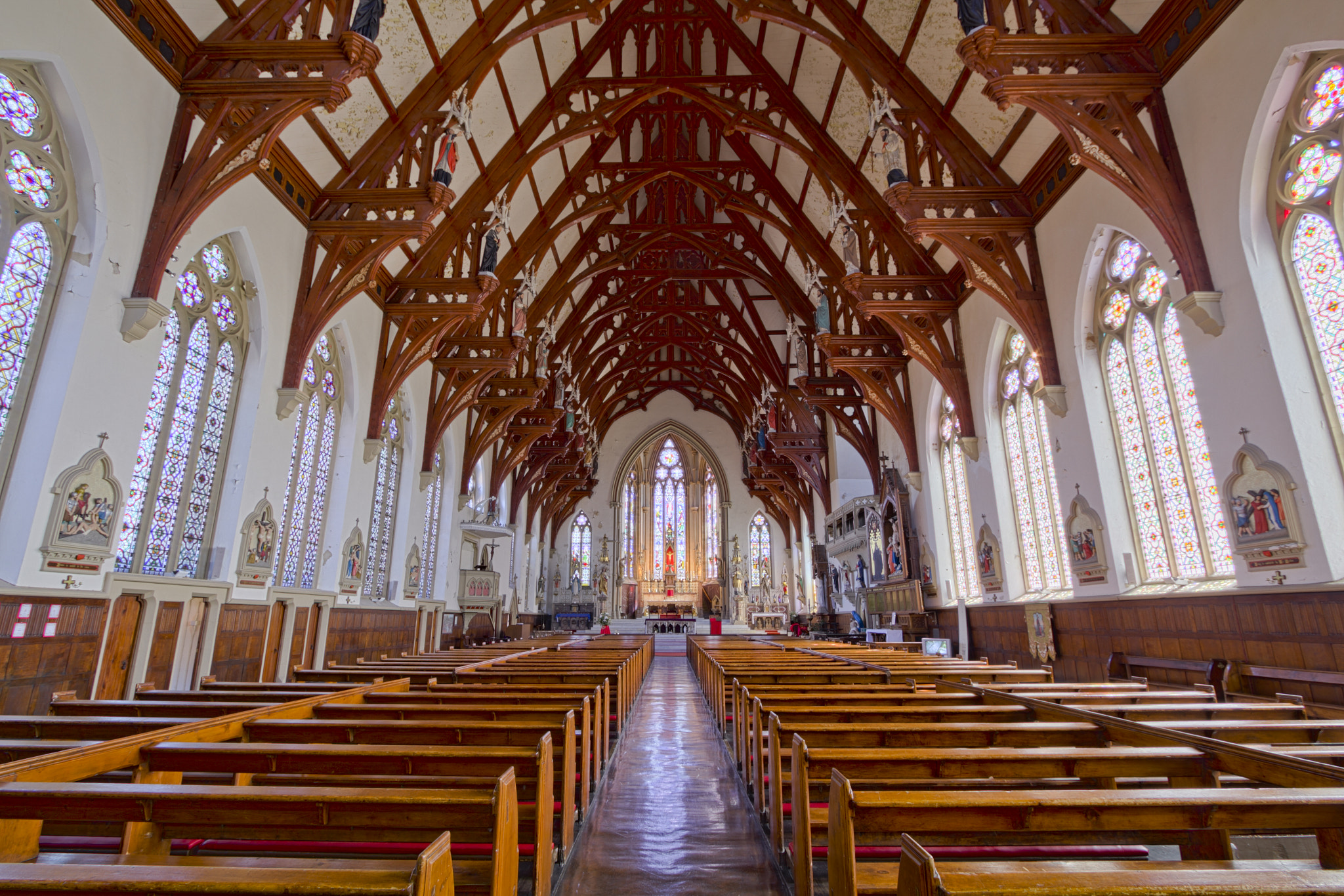
Vue de l'intérieur de l'église Sainte-Walburge

## Dimensions
Les dimensions de l'édifice sont les suivantes  :
- Hauteur sous plafond : 25 m
- Longueur : 50,3 m
- Hauteur de la tour : 94 m
- Largeur : 16,8 m
- Diamètre de la rose de la façade : 7 m